# Accademia del cimento
L'Accademia del cimento ("Accademia dell'esperimento" nell'italiano odierno) è stata la prima associazione scientifica a utilizzare il metodo sperimentale galileiano in Europa. Fu fondata a Firenze nel 1657.

## Descrizione

Frontespizio di Saggi di naturali esperienze fatte nell'Accademia del Cimento (Firenze, 1666)

La cosiddetta filosofia naturale s'era per la prima volta affermata nel mondo moderno, in forma durevole, con la romana Accademia dei Lincei (1603). Galileo Galilei la trapiantò e radicò a Firenze fra i suoi discepoli, i quali, dopo la sua morte (1642), ne continuarono l'apostolato scientifico con l'intento di allargarne e completarne l'opera fondamentale, nell'ampia libertà di pensiero di cui la Toscana allora godeva. In questo ambiente, e quasi dalle ceneri della Lincea, due decenni dopo la fine di essa, nacque in Firenze la famosa Accademia del Cimento, forse preceduta da una privata e meno nota accolita di sperimentatori che si riuniva nelle stanze del granduca (la Ferdinandea).
Fu istituita, il 19 giugno 1657, dal colto principe Leopoldo de' Medici, il quale iniziò a radunare in una sala di Palazzo Pitti contigua alla biblioteca palatina, i principali studiosi e seguaci delle dottrine galileane che frequentavano la corte granducale. Queste adunanze, quasi quotidiane, durate circa dieci anni (1658-1669), con varie e talvolta lunghe interruzioni, ebbero un carattere raccolto e privato. Il sodalizio non ebbe solennità e apparato accademici, ma un'unità significativa di lavoro, e di metodo e il noto motto dantesco Provando e riprovando. Prese il nome del Cimento: nome e motto, che, se pur trovati tardi (verso il 1666; sembra che prima si chiamasse semplicemente Accademia delle esperienze), esprimono tuttavia un chiaro programma, in mancanza di leggi e costituzioni - che quest'accademia non ebbe mai.
Fecero parte del Cimento, come accademici propri o "operatori": i fiorentini Vincenzo Viviani (1622-1703), Paolo (1620-62) e Candido (1618-76) Del Buono, Carlo Dati (1619-75), Alessandro Segni (1633-97) Lorenzo Magalotti (1637-1712), l'aretino Francesco Redi (1626-94), il senese Alessandro Marsili (1601-70), il napoletano Giovanni Alfonso Borelli (1608-79), Antonio Oliva da Reggio Calabria, l'anconitano Carlo Rinaldini (1615-1698); e, quali soci corrispondenti, fra gli Italiani il romano Michelangelo Ricci (1619-82), il ligure Giovanni Cassini (1625-1712), il modenese Geminiano Montanari (1633-87), Donato Rossetti, Ottavio Falconieri; e fra gli stranieri, il medico danese Niccolò Stenone (Steen, 1631-86), il francese Thévenot, il gesuita francese Honoré Fabri (1607-88).

Saggi di naturali esperienze fatte nell'Accademia del Cimento (Firenze, 1666). Tavola 3.

I primi esperimenti ebbero per oggetto la pressione dell'aria, gli effetti del vuoto, il congelamento dei liquidi, le proprietà del calore, la propagazione del suono e della luce, i fenomeni magnetici e le attrazioni elettriche. Nel 1660 gli accademici del Cimento si occuparono di astrofisica, in particolare del sistema di Saturno, essendo stati chiamati arbitri nella disputa sorta intorno a quel pianeta fra Christiaan Huygens e Honoré Fabri: dopo le loro ricerche diedero ragione al primo.
Altri loro studi ed esperienze si rivolsero alla compressione dell'acqua, all'ambra e alla calamita, all'aria e al suo peso alla digestione di alcuni animali ecc., come si può vedere nei Saggi di naturali esperienze fatte nell'Accademia del Cimento, redatti e pubblicati (Firenze 1666) dal segretario dell'accademia, il conte Magalotti, presto tradotti in inglese da Richard Waller (Londra 1684), più tardi in latino da Pieter van Musschenbroek (Leida 1731). Da essi, e più dall'insieme assai maggiore di tutte le varie esperienze compiute nell'Accademia e registrate in appositi diari manoscritti, si può ricavare qual ricco contributo il Cimento portò all'evoluzione della scienza, in particolare delle scienze matematiche, astronomiche, fisiche e naturali, nel campo dell'acustica, della termodinamica, della geometria applicata, dell'idrostatica, della meccanica celeste, terrestre ed animale, dell'ottica, della fisiologia umana e vegetale.
Nel 1667 l'Accademia del Cimento si sciolse per varie cause: acri discordie personali interne, specialmente tra il Viviani e il Borelli, la partenza da Firenze di alcuni soci fra i più attivi e più autorevoli, l'assenza del suo capo e guida, il principe Leopoldo, eletto cardinale e trasferitosi a Roma. Inefficaci furono i tentativi fatti più tardi per restaurarla, dapprima sotto il Granduca Pietro Leopoldo e poi sotto il governo francese della Toscana nel 1801, quando la Nuova Accademia del Cimento, ossia Sperimentale Scientifica ebbe le sue costituzioni e la sua prima e unica adunanza il 16 marzo di quell'anno. Tra i nuovi effimeri accademici menzioniamo: Felice Fontana (1730-1805) presidente, Paolo Mascagni (1755-1822), Giovanni Fabbroni (1752-1822), Ottaviano Targioni Tozzetti (1755-1829).
L'importanza che l'Accademia del Cimento riveste nella storia delle scienze e delle società scientifiche moderne, non è solo in ciò che essa fece, ma anche nell'esempio e nell'indirizzo che diede e nei rapporti diretti che mantenne con il nascente movimento scientifico-accademico europeo del suo tempo, in particolare con le due famose società straniere, che raccolsero e continuarono ininterrottamente l'eredità metodica e scientifica dei Lincei e del Cimento: l'Académie des sciences di Parigi e la Royal Society di Londra, alle quali, per mezzo del Cassini, del Thévenot, di G. Fink (Finchio), del Magalotti stesso, l'accademia fiorentina comunicava i metodi e i risultati delle proprie esperienze.

## Pubblicazioni
- I principali risultati delle ricerche svolte dall'Accademia sono stati pubblicati nei Saggi di Naturali Esperienze fatte nell'Accademia del Cimento sotto la protezione del Serenissimo Principe Leopoldo di Toscana e descritte dal segretario Lorenzo Magalotti, editi nel 1666 da Cocchini a Firenze[3] e nel 1714 a Napoli da Raillard.[4]

L'opera fu stampata in traduzione inglese presso Alsop a Londra nel 1684 e in traduzione latina presso J.& H. Verbeek a Leida nel 1731.
Per la terza "Riunione degli scienziati italiani" a Firenze nel 1841, il Granduca Leopoldo II ne fece stampare un'edizione per i partecipanti. (online)
Una nuova edizione dei Saggi di Naturali Esperienze fu pubblicata nel 1976 (Lorenzo Magalotti, Saggi di naturali esperienze, a cura di Teresa Poggi Salani, Longanesi, Milano 1976); una traduzione inglese è stata pubblicata da W. E. Knowles Middleton nel volume The Experimenters: A Study of The Accademia del Cimento, Baltimore, The Johns Hopkins Press, 1971.